# Рік Коперника (1973)

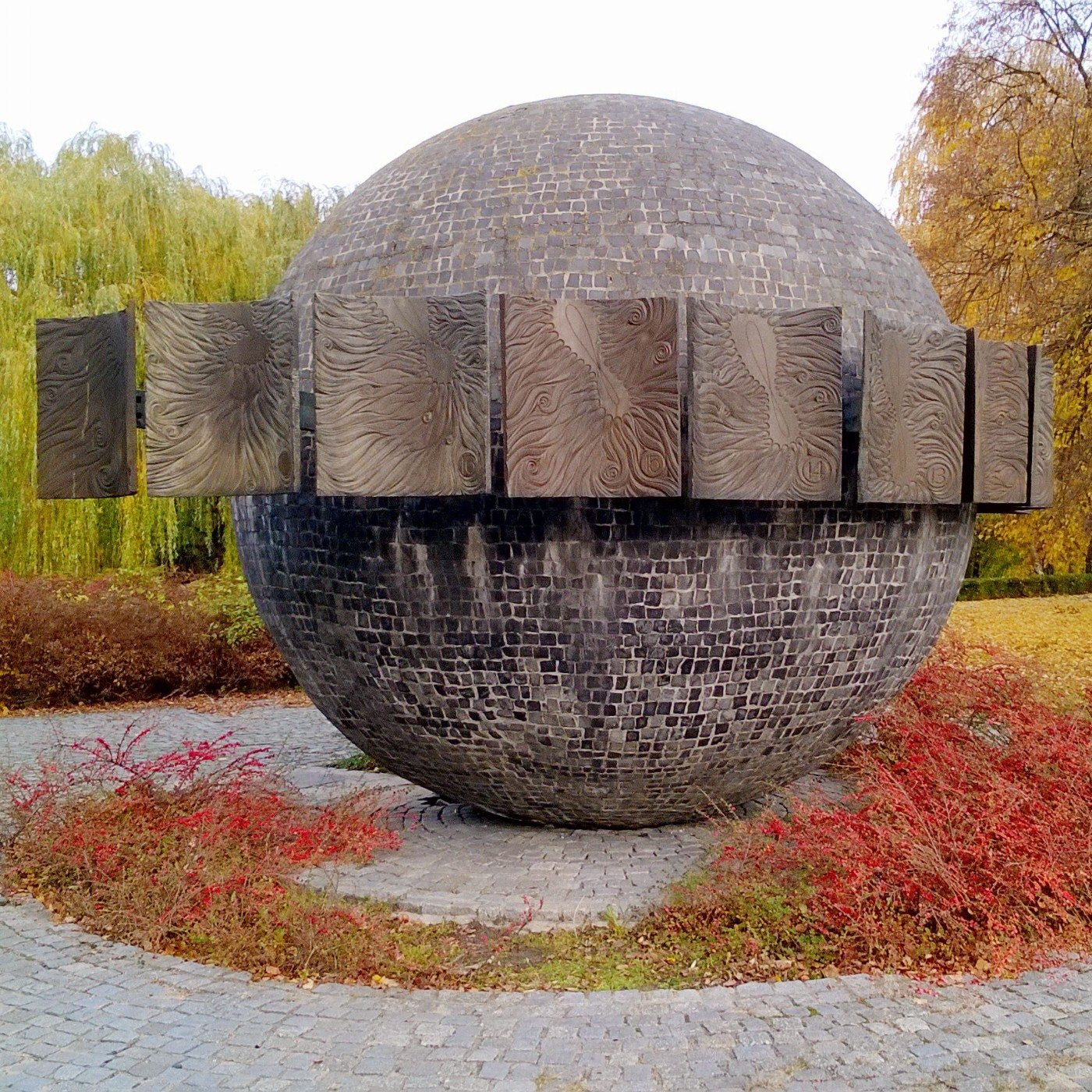
на честь 500-річчя від дня народження Миколая Коперника в на вулиці Шопена в Торуні

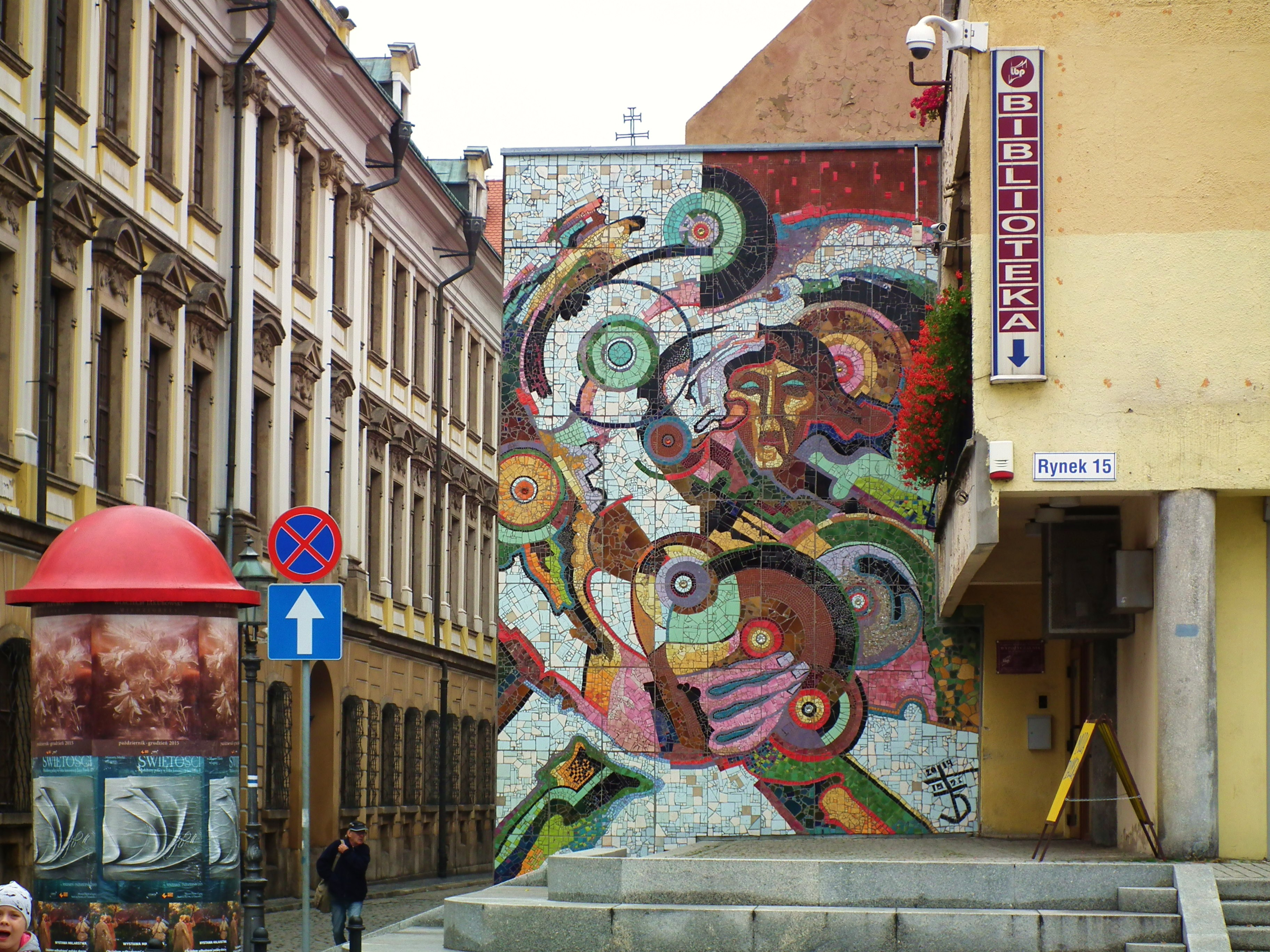
Стінна мозаїка із зображенням Миколая Коперника, створена 1973 року в Легніці, на розі площі Ринок і вулиці Святого Іоанна

Рік Коперника — 1973 рік, оголошений ЮНЕСКО міжнародним роком Миколи Коперника на честь 500-річчя від дня його народження (19 лютого 1473 року). З приводу цієї нагоди у Польщі відбулися масштабні святкування, спрямовані як на увічнення пам'яті Коперника, так і в цілому на збереження історичних будівель і розвиток астрономічної освіти.

## Історія
Підготовка почалася в 1971 і 1972 роках . Святкування тривало протягом 1973 року, переважно влітку, в кількох містах Польщі. Основні урочистості відбувалися в містах, пов'язаних із життям Коперника: Торуні, де він народився, Ольштині та Лідзбарку-Вармінському, де він жив, та Фромборку, де він помер. Урочистості проходили в рамках Року польської науки.
Святкування 500-річчя від дня народження Коперника було урочисто відкрите в Торуні 18-19 лютого 1973 року і тривало у різних формах протягом багатьох місяців.
До організації святкувань були активно залучені польські скаути з акції «Операція 1001-Фромборк», школи та робочі організації. Італійські міста Болонья і Феррара, де Коперник навчався в університетах, пропонували співпрацю в організації святкувань, але їхні пропозиції не були прийняті.

## Заходи, що проходили в рамках Року Коперника

### Торунь

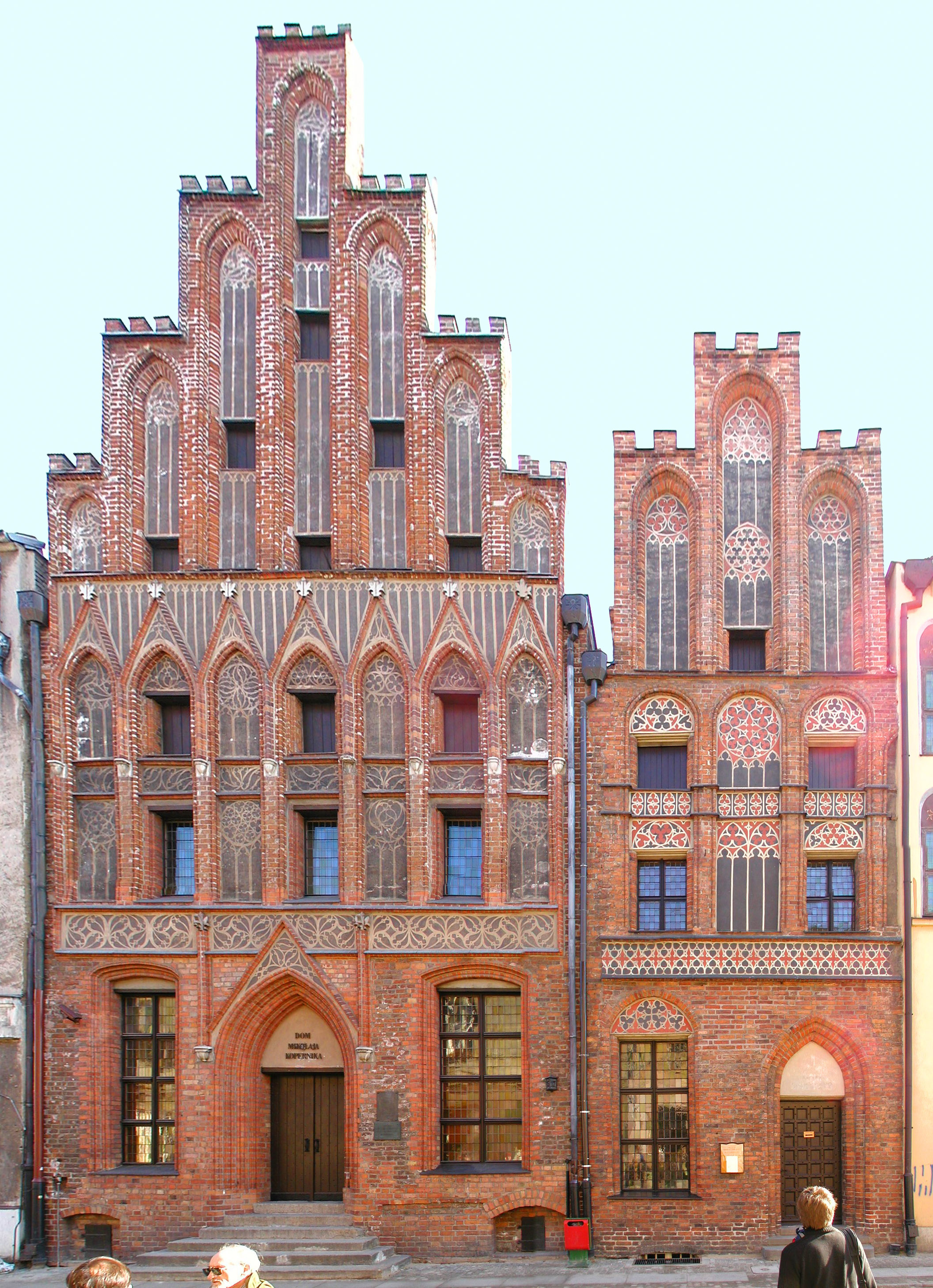
Будинок Коперника, реконструйований до святкувань

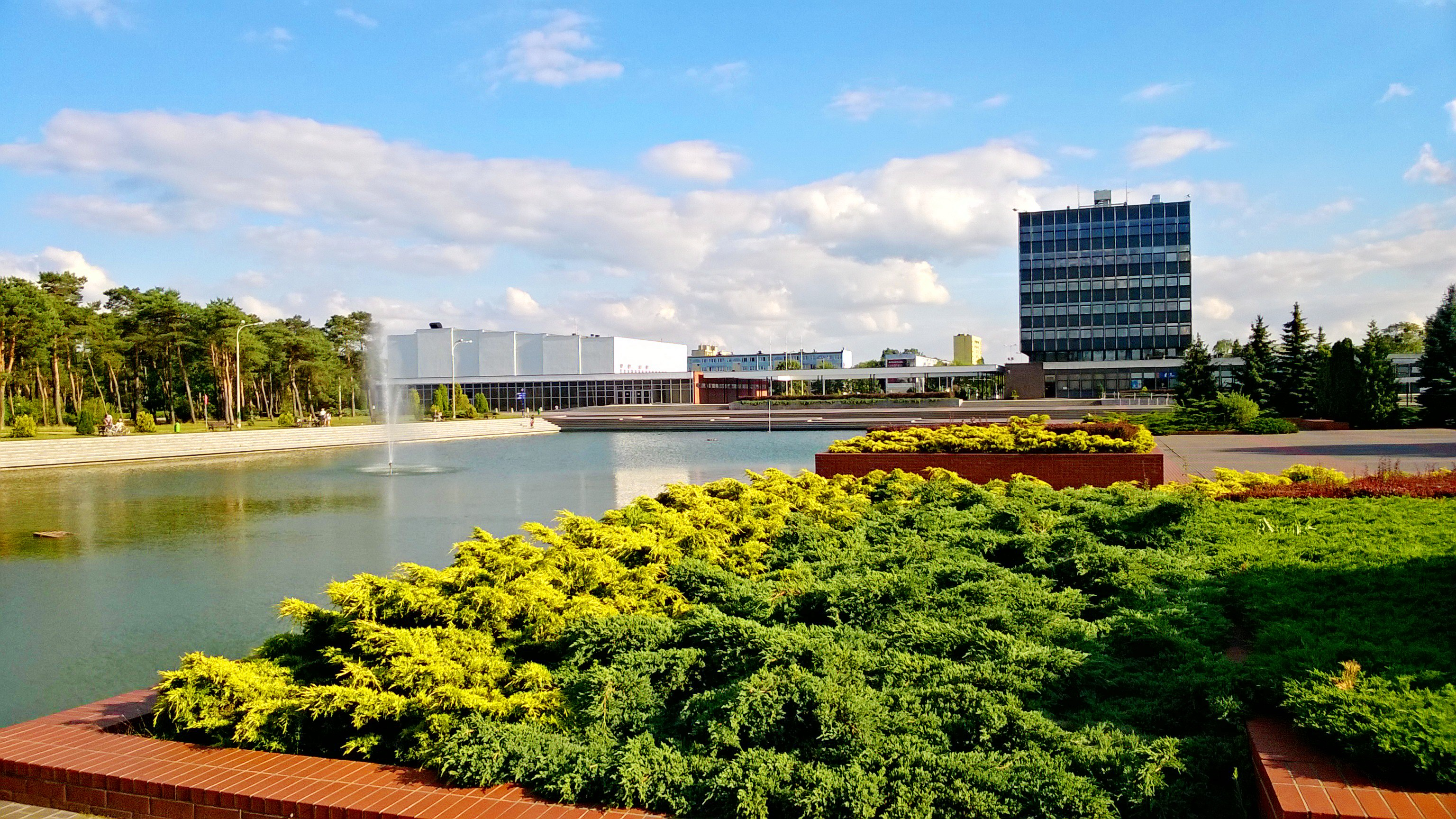
в Торуні

- Виділено кошти на модернізацію Старого міста
- Було розбудовано Будинок Коперника та розташований там музей
- Побудовано академічне містечко[pl] для Університету Миколая Коперника[2]
- Відкрито два готелі турагенції Орбіс[pl]: «Геліос»[pl] і «Космос»[pl]
- Створено численні пам'ятники, скульптури та художні інсталяції на теми, пов'язані з космосом
- Місцевий музей[pl] підготував виставку «Художня культура Хелманщини за часів Коперника»[2].
- 26-28 березня Студентська асоціація істориків і Спілка викладачів польської мови Університету Миколая Коперника організували міжнародну наукову сесію «Миколай Коперник — людина епохи Відродження та історія його ідей» за участю делегацій Грайфсвальдського університету та Університету Коменського з Братислави[2].
- У вересні в Торуні відбувся конгрес Міжнародного астрономічного союзу[2].
- Польська академія наук, ЮНЕСКО, Міжнародний астрономічний союз і Союз історії та філософії науки організували міжнародний конгрес "Colloquia Copernicana" в Ольштині та Торуні 5-12 вересня. Під час конгресу почесні докторські звання Університету Миколая Коперника отримали: Віктор Амбарцумян, Мартін Райл, Харлан Сміт[en], Пол Свінгс, Антоні Зигмунд та інші[2].
- 14-17 вересня було організовано Intercopernicalia за участю студентів з СРСР, Чехословаччини, Угорщини, Болгарії, Східної Німеччини, Фінляндії, Бельгії, Франції, Італії, Швеції, Данії та Югославії[2].
- 12 лютого 1973 року відбулася прем'єра фільму Єви[pl] та Чеслава Петельських[pl] «Коперник» за сценарієм Єжи Брошкевича та Здзіслава Сковронського[pl][1].

### Краків
- Медична академія в Кракові була названа на честь Миколи Коперника[3].
- 19-25 лютого проведено «Тиждень Коперника», що включав виставки «Життя і творчість Миколи Коперника» в Ягеллонській бібліотеці та «Коперник в художній літературі» в Міській публічній бібліотеці, концерти та кінопокази, а також наукову сесію за участю муніципальної влади кількох європейських міст (в тому числі Києва)[1].
- Краківський академічний альпіністський клуб організував експедицію на гору Коперника[pl] на Шпіцбергені[1].

### Величка
- У квітні в соляній шахті у Величці на глибині 63 метри було відкрито нову камеру «Коперник», де була встановлена статуя Коперника роботи Владислава Гапека[4][1].

### Ольштин

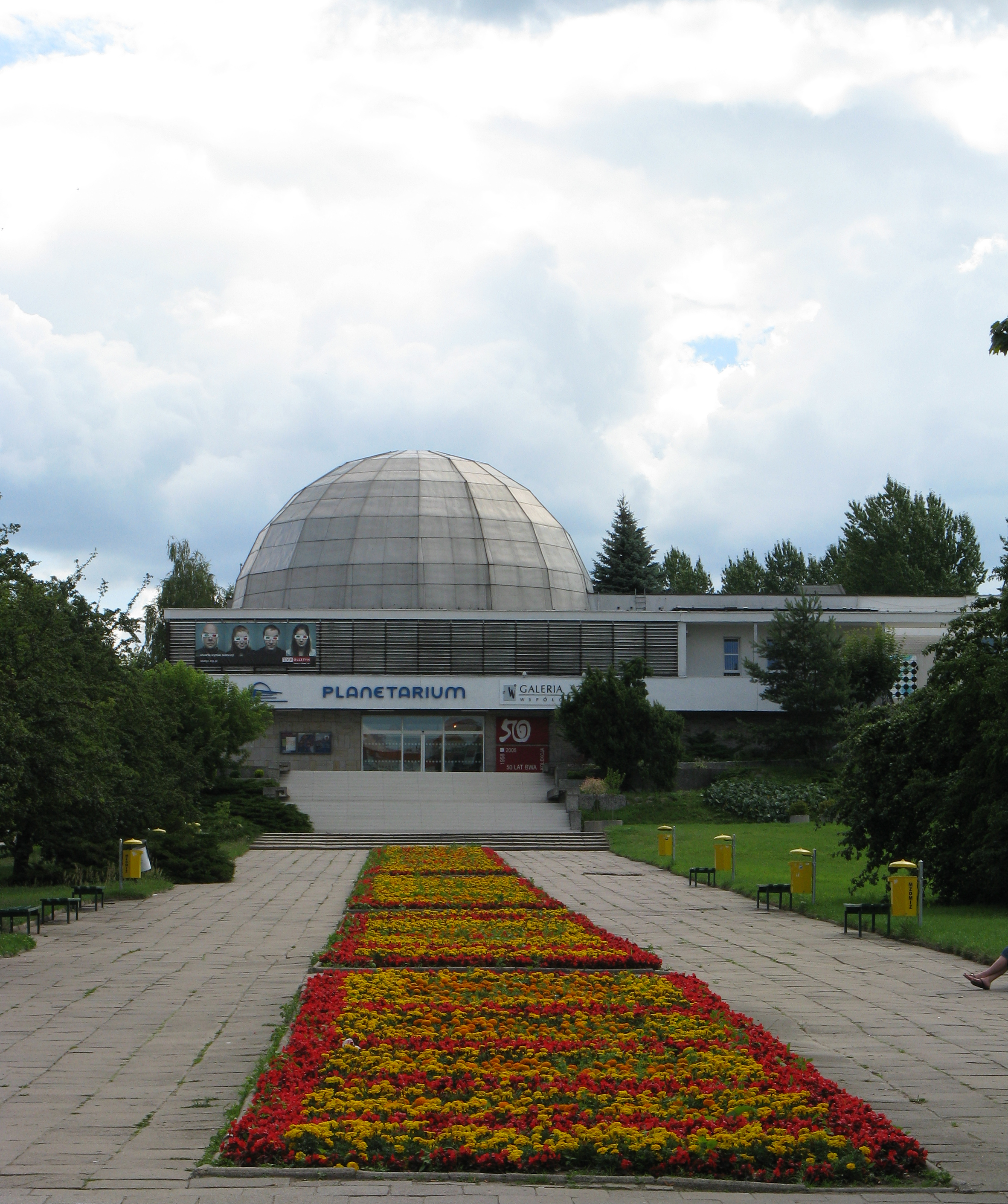
Ольштинський планетарій, відкритий до святкувань Року Коперника

- 19 лютого було модернізовано замок Вармінського капітулу[pl] та відкрито Ольштинський планетарій[1].
- 9–10 лютого Мазурський музей[pl], Науково-дослідний центр імені Войцеха Кентжинського[pl] і Товариство любителів історії та пам'яток Кракова[pl] організували в Ольштинському замку наукову сесію, присвячену Копернику[1].
- У травні з Ольштина до Кракова вирушив поштовий диліжанс, позичений у Музеї пошти у Вроцлаві[pl]. Він подорожував стежкою Коперника, несучи листи та листівки, які були проштамповані марками в кожному з 35 міст уздовж маршруту[1].

### В інших містах Польщі
- У Лідзбарку-Вармінському модернізовано Лідзбарський замок, а у Фромборку збудувано готель «Коперник».
- 12–15 лютого в планетарії в Хожуві відбувся 16-й з'їзд Польського астрономічного товариства, на якому були представлені доповіді, присвячені Копернику[1].
- У межах програми «Інтеркосмос» проводився космічний експеримент «Інтеркосмос-Коперник-500»[ru], в якому брали участь астрономи з Польської академії наук та Університету Миколая Коперника[2][1].
- 13-14 квітня Сенат Варшавського університету та Плоцьке наукове товариство організували в Плоцьку наукову сесію «Миколай Коперник та його край»[1].
- 18 лютого 1973 року Вроцлавський університет і Провінційний комітет Фронту національної єдності організували в аудиторії Леопольдина[pl] сесію Коперника[1].
- 19 лютого в Музеї техніки у Варшаві[pl] відкрилася виставка «Миколай Коперник. Життя–Думка–Діло»[1].
- Пам'ятники Копернику в Кросно[5] і Фромборку[1].
- Відкриття пам'ятника Яну Гевелію[pl] в Гданську[6].

### Інше
- 18 січня Польська пошта випустила 5 марок з репродукціями портретів Коперника. Також поштові марки до 500-річчя астронома були випущені у Франції, Югославії, НДР та ФРН, Угорщині, СРСР[1].
- Тадеуш Пацоркевич[pl] на слова Стефана Полома[pl] створив ораторію «De revolutionibus»[1].